# تي في 8
تي في 8 هي قناة تلفزيونية مجانية تركية بدأت بثها في 22 فبراير 1999 وهي مملوكة من قبل رجل الأعمال آجون إيليجالي.